# Gasthof Auzinger

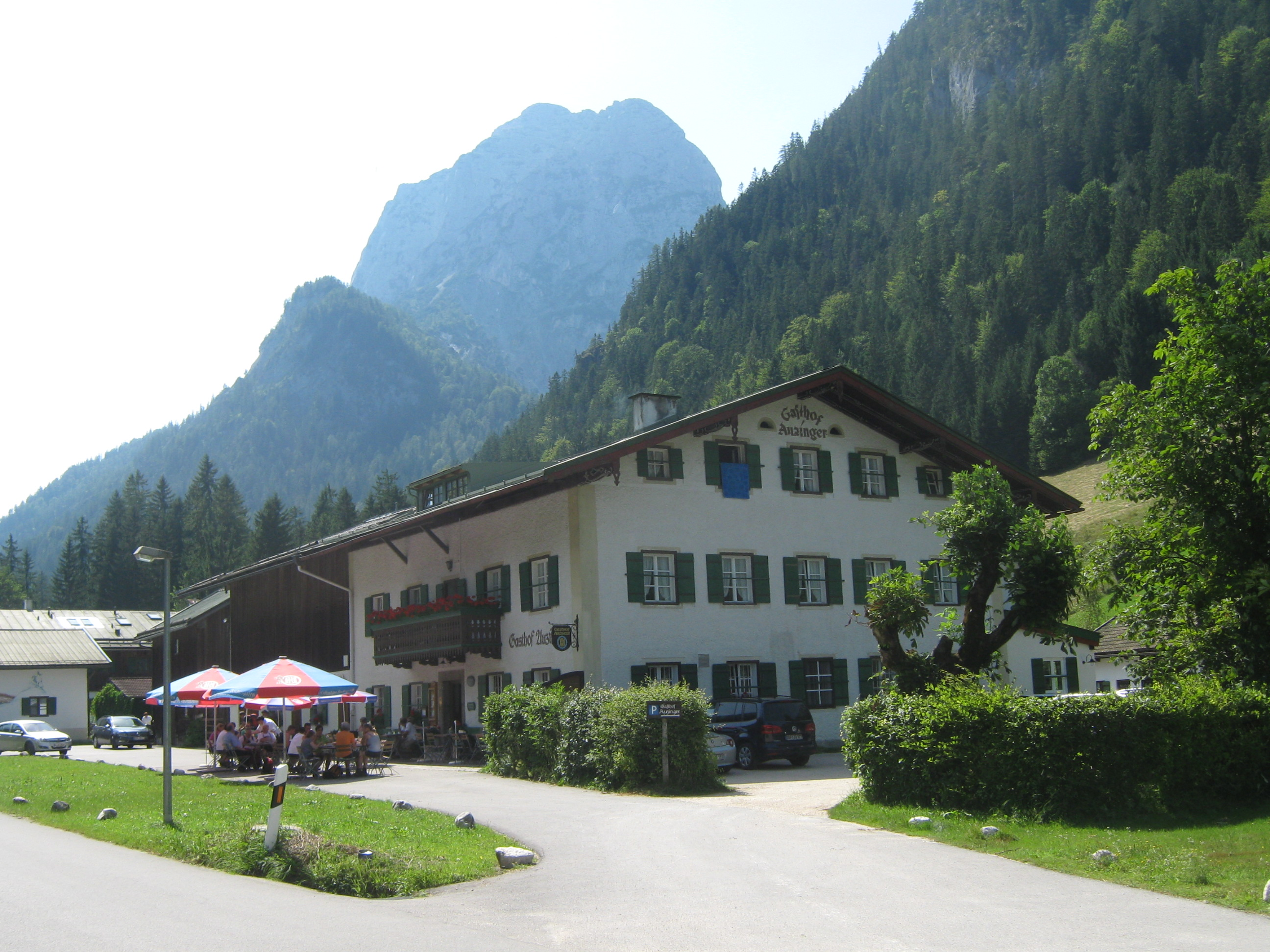
Gasthof Auzinger von Osten gegen die Reiteralpe

Der Gasthof Auzinger ist ein traditionsreicher, denkmalgeschützter Gasthof nahe dem Hintersee in Ramsau bei Berchtesgaden. Im 19. Jahrhundert war der mehrfach von Lawinen zerstörte und anschließend wieder aufgebaute Gasthof Mittelpunkt einer Malerkolonie.

## Lage
Der Gasthof Auzinger steht auf dem früheren Anwesen „Hintersee“, das 1698 als eines der Anwesen des zweiten Gnotschafterbezirks der damaligen Gnotschaft Ramsau (den heutigen Gnotschaften Antenbichl und Taubensee) erwähnt ist. Um dieses Anwesen hat sich das Dorf Hintersee gebildet, das erst noch Teil der Gnotschaft Antenbichl war, heute jedoch ein eigener Ortsteil der Gemeinde Ramsau bei Berchtesgaden ist.

## Geschichte

### Baugeschichte
Auf dem einstigen Anwesen Hintersee wurde bereits 1389 einem „Hansi Hinterseer“ für die Taferne am Hintersee als erstem Gasthaus der Gegend ein „Erbrechtsbrief“ der Reichsprälatur Berchtesgaden ausgestellt.
Das im Auslauf des Hinterseegrabens später als Hint. See Wirth eingetragene „alte Wirtshaus“ wurde in den Jahren 1809, 1862 und 1867 durch Lawinen zerstört. Danach hat man es als zweigeschossiges Gebäude mit traufständigem Satteldach etwa 200 m westlich davon und damit außerhalb der Gefahrenzone am heutigen Standort neu errichtet. Von dessen Ausstattung sind u. a. noch die Fenstergitter und die seinerzeit bemalten Balkenköpfe erhalten. Ab 1879 wurde das Haus als Gasthof von der Witwe eines Brunnenwarts von Ilsank namens Auzinger bewirtschaftet.

### Malerkolonie
Dokumentiert als Malerherberge wurde der Gasthof dank einer von August Frank angelegten Malerchronik, die im Besitz der Gemeinde Ramsau bei Berchtesgaden ist.
Im 19. Jahrhundert hatte sich ab den 1830ern am Hintersee eine bekannte Malerkolonie vor allem aus Vertretern der Münchner und Wiener Schule entwickelt, darunter Wilhelm Busch, Carl Rottmann, Ludwig Richter, Thomas Fearnley, Friedrich Gauermann, Ferdinand Waldmüller und Frederik Christian Kiærskou. Vielen von ihnen dienten der Hint. See Wirth wie auch der nach dessen Zerstörung neu errichtete, 1879 von Babette Auzinger übernommene und nach ihr umbenannte „Gasthof Auzinger“ als Treffpunkt und Herberge.

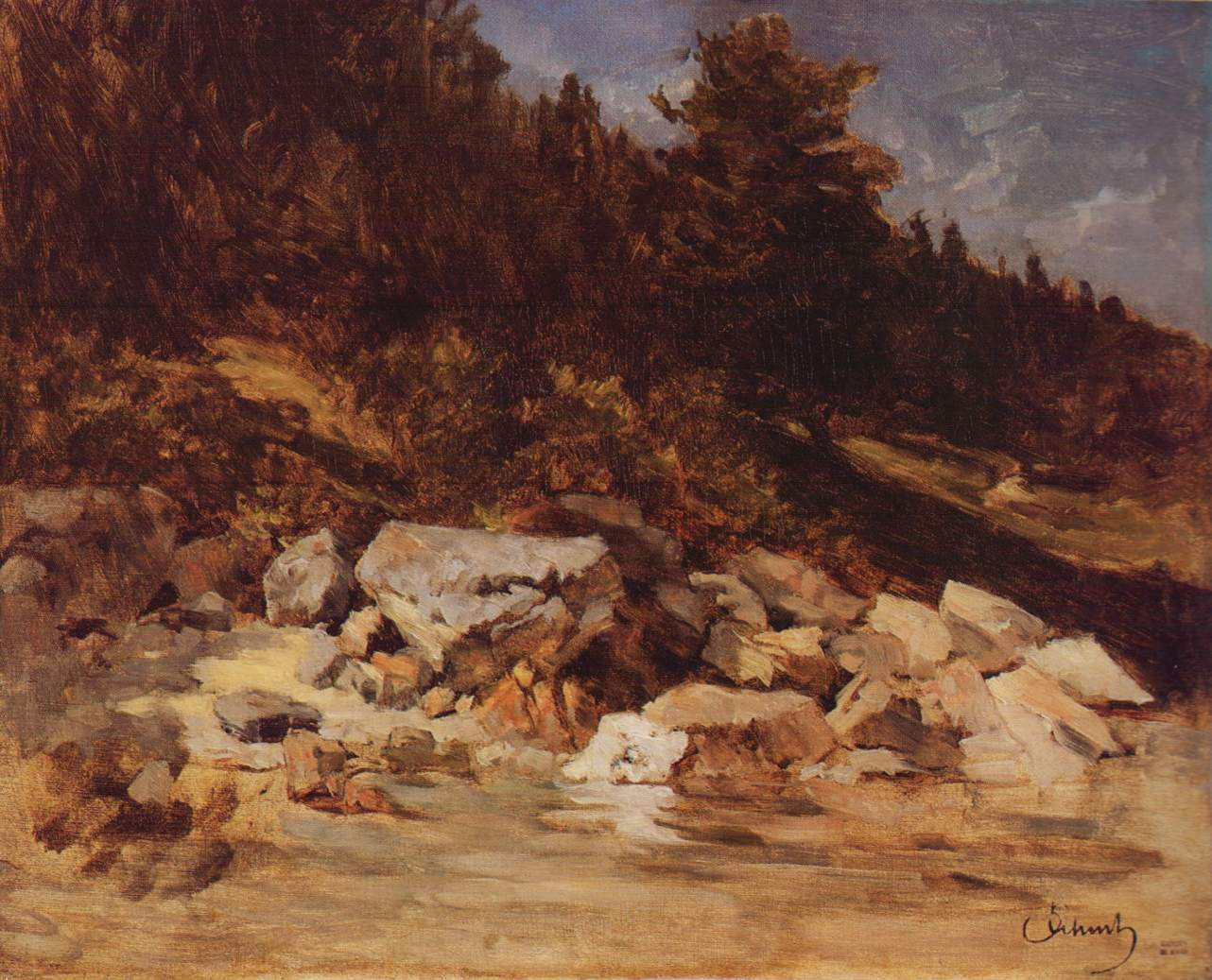
Carl Schuch: Geröll am Ufer des Hintersees
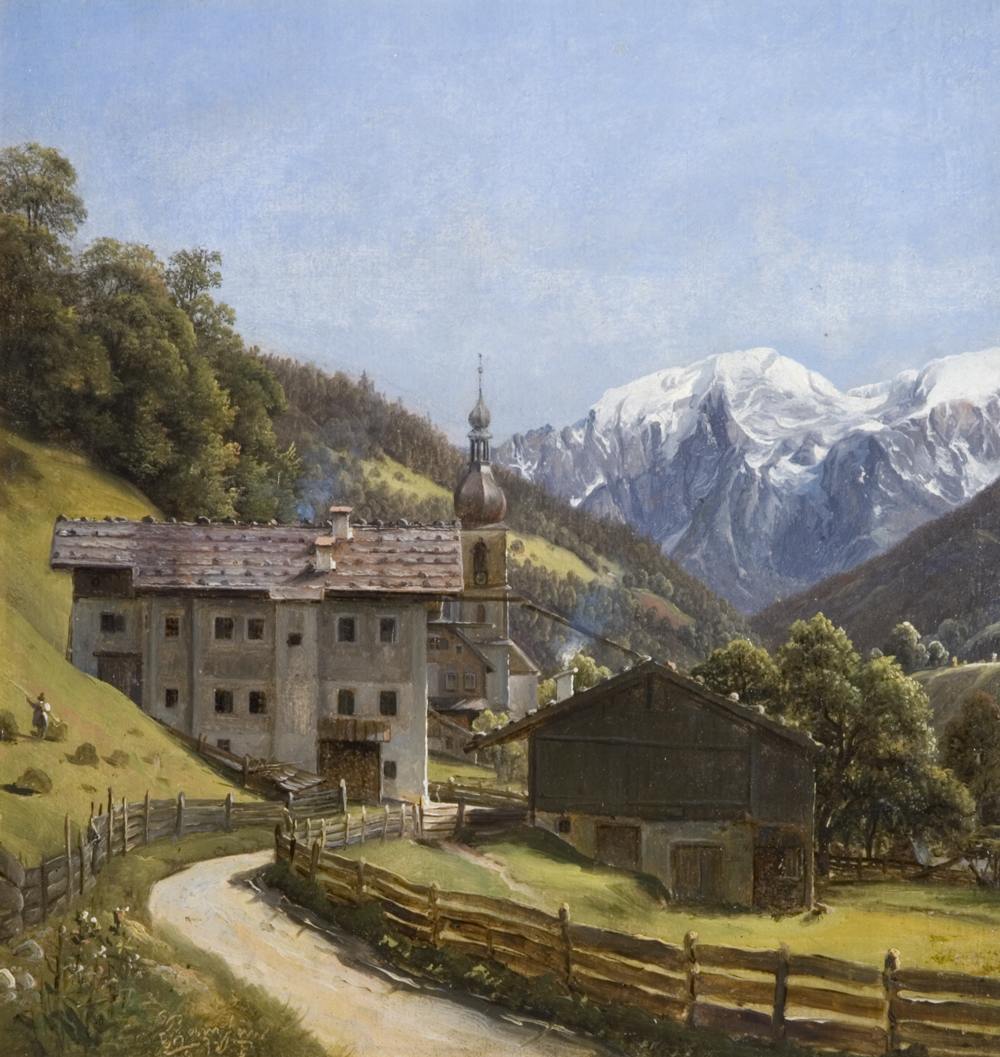
Thomas Fearnley: Ramsau
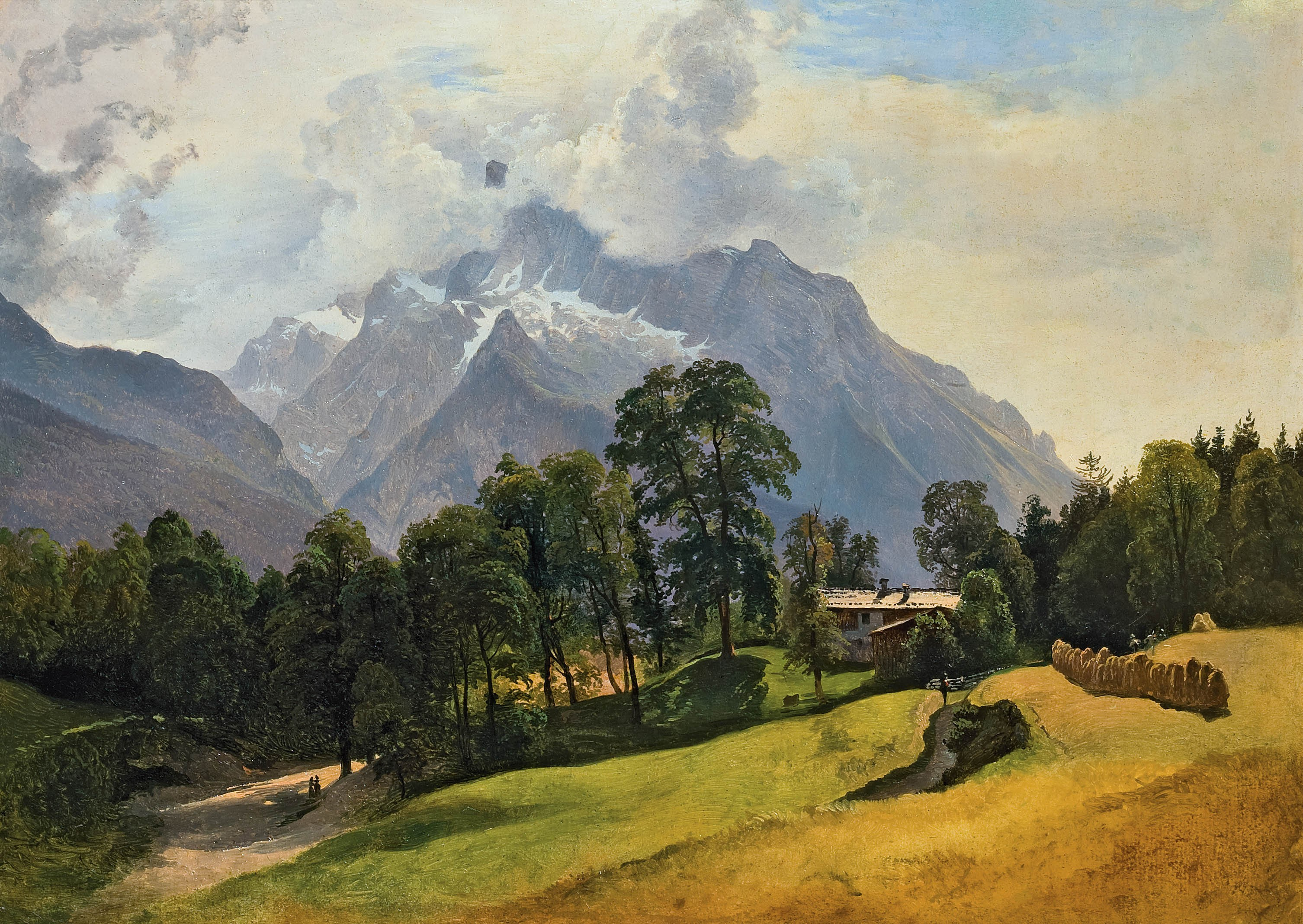
Friedrich Gauermann: Der hohe Steinberg